# Olympische Sommerspiele 1952/Teilnehmer (Vietnam)
| Gelbes Symbol für Goldmedaillen mit stilisierten Olympischen Ringen | Graues Symbol für Silbermedaillen mit stilisierten Olympischen Ringen | Braundes Symbol für Bronzemedaillen mit stilisierten Olympischen Ringen |
| ------------------------------------------------------------------- | --------------------------------------------------------------------- | ----------------------------------------------------------------------- |
| —                                                                   | —                                                                     | —                                                                       |

Der mit Frankreich assoziierte Staat Vietnam (aus dem später Südvietnam hervorging) nahm an den Olympischen Sommerspielen 1952 in der finnischen Hauptstadt Helsinki mit acht männlichen Sportlern an acht Wettbewerben in fünf Sportarten teil.
Es war die erste Teilnahme eines vietnamesischen Teams an Olympischen Sommerspielen.

## Teilnehmer nach Sportarten

### Boxen
Bantamgewicht (bis 54 kg)
- Tiến Vình
Runde 1: ausgeschieden gegen Angel Figueroa aus Puerto Rico durch Punktrichterentscheidung (0:3)

### Fechten
Degen Einzel
- That Hải Tơn
1. Runde, Gruppe 2: zwei Duelle gewonnen, fünf verloren, 19 Treffer erhalten, Rang 7, ausgeschieden

### Leichtathletik
10.000 m
- Trần Văn Lý
37:33,0 min (+8:16,0 min), Rang 32

### Radsport
Straßenrennen (190,4 km), Einzelwertung
- Nguyễn Đức Hiền
Rennen nicht beendet

- Lê Văn Phươc
Rennen nicht beendet

- Lưu Quần
5:24:34,1 h, Rang 47

- Châu Phươc Vình
Rennen nicht beendet

Straßenrennen (190,4 km), Mannschaftswertung
- Nguyễn Đức Hiền, Lê Văn Phươc, Lưu Quan und Châu Phươc Vình
Rennen nicht beendet

### Schwimmen
100 m Freistil
- Nguyễn Văn Phan
Vorläufe: in Lauf 6 (Rang 7) mit 1:05,0 min nicht für die Halbfinalläufe qualifiziert

400 m Freistil
- Nguyễn Văn Phan
Vorläufe: in Lauf 7 (Rang 6) mit 5:36,5 min nicht für die Halbfinalläufe qualifiziert